# ماري جو كوبيكني
ماري جو كوبيكني (بالإنجليزية: Mary Jo Kopechne) (26 يوليو 1940 - 18 أو 19 يوليو 1969) كانت سكرتيرة أمريكية وإحدى العاملات في الحملة الانتخابية للسيناتور الأمريكي روبرت كينيدي في الحملة الرئاسية لعام 1968 وهو الفريق المقرب المعروف باسم "فتيات غرفة المرجل". في عام 1969 اختنقت عندما غادرت سيارة يقودها السيناتور الأمريكي تيد كينيدي طريقا ضيقا في جزيرة تشاباكويديك وانقلبت في بركة بوشا بعد أن تركوا حفلة. وبحسب التقارير غادر كينيدي الحفلة في الساعة 11:15 مساء ولم يتم الإبلاغ عن جثة كوبيكني والسيارة إلا في صباح اليوم التالي أي بعد حوالي تسع إلى عشر ساعات.

## النشأة والتعليم
ولدت كوبيكني في ويلكس بار بولاية بنسلفانيا على الرغم من أنها توصف أحيانا بأنها من مكان قريب فورتي فورت بولاية بنسلفانيا. كانت الطفلة الوحيدة لربة المنزل جوين (ني جينينغز) وبائع التأمين جوزيف كوبيكني. كانت كوبيكني تنتمي جزئيا إلى التراث البولندي من خلال والدها. عمل أجدادها كعمال مناجم الفحم في مقاطعة لوزيرن بولاية بنسلفانيا. يعود تاريخ عائلتها في منطقة وادي وايومنغ في شمال شرق ولاية بنسلفانيا إلى 250 عاما من جهة الأم.
عندما كانت كوبيكني رضيعة انتقلت عائلتها إلى بيركلي هايتس بولاية نيو جيرسي. نشأت كاثوليكية وارتادت المدرسة الأبرشية وتخرجت عام 1958 من مدرسة سيدة الوادي الثانوية في أورانج بولاية نيو جيرسي. تخرجت بدرجة البكالوريوس في إدارة الأعمال من كلية كالدويل للنساء عام 1962.

## المسيرة المهنية
استلهمت كوبيكني الخطاب الافتتاحي للرئيس جون كينيدي "اسأل عما يمكنك فعله لبلدك". بعد التخرج انتقلت كوبيكني إلى مونتغمري بولاية ألاباما لمدة عام في بعثة سانت جود التي شاركت في حركة الحقوق المدنية. كما قامت بتدريس دروس الأعمال في الكتابة والاختزال في مدرسة مونتغمري الكاثوليكية الثانوية وكانت مستشارة لصحيفة المدرسة. ذكرها أحد الطلاب السابقين بأنها:
بحلول عام 1963 انتقلت كوبيكني إلى واشنطن العاصمة للعمل كسكرتيرة للسيناتور الأمريكي جورج سميثرز (ديمقراطي من فلوريدا). انضمت إلى طاقم سكرتارية السيناتور روبرت إف كينيدي (ديمقراطي من نيويورك) بعد انتخابه في نوفمبر 1964. وفي هذا المكتب عملت كسكرتيرة لكاتب خطابات السيناتور وسكرتيرة قانونية لكاتب خطابات السيناتور وسكرتيرة قانونية لأحد مستشاريه القانونيين. كانت كوبيكني عاملة مخلصة. ذات مرة خلال شهر مارس من عام 1967 سهرت طوال الليل في منزل كينيدي في هيكوري هيل لتكتب خطابا رئيسيا ضد حرب فيتنام بينما قام السيناتور ومساعدوه مثل تيد سورنسن بإجراء تغييرات عليه في اللحظة الأخيرة. لعبت بحماس في فريق كينيدي للكرة اللينة حيث لعبت دور الماسك.
خلال الانتخابات الرئاسية الأمريكية عام 1968 ساعدت كوبيكني في صياغة خطاب كينيدي في مارس الذي أعلن فيه ترشحه للرئاسة. خلال حملته الانتخابية عملت كواحدة من فتيات غرفة المرجل اللقب الحنون الذي أُطلق على ست شابات كانت منطقة مكتبهن في مكان حار وصاخب وبلا نوافذ في مقر حملة كينيدي بواشنطن. لقد كانت حيوية في تتبع وتجميع البيانات والاستخبارات حول كيفية اعتزام المندوبين الديمقراطيين من مختلف الولايات التصويت وشملت مسؤوليات كوبيكني ولاية بنسلفانيا. كانت كوبيكني والموظفات الآخريات على دراية سياسية وتم اختيارهن لقدرتهن على العمل بمهارة لساعات طويلة ومرهقة في المسائل الحساسة. تحدثن يوميا مع المديرين الميدانيين وساعدن أيضا في توزيع بيانات السياسة على الصحف الإستراتيجية. لقد وُصفت بأنها تعبد البطل.
تعرضت كوبيكني للدمار العاطفي بعد اغتيال روبرت ف. كينيدي في يونيو 1968. بعد العمل لفترة وجيزة في حملة كينيدي بالوكالة لجورج ماكجفرن قالت إنها لا تستطيع العودة إلى العمل في الكابيتول هيل قائلة: "أشعر فقط بوجود بوبي في كل مكان لا أستطيع العودة إليه لأنه لن يكون كما كان مرة أخرى أبدا". ولكن كما قال والدها لاحقا "كانت السياسة هي حياتها". في سبتمبر 1968 تم تعيينها من قبل شركة مات ريس أسوشيتس في واشنطن العاصمة وهي شركة ساعدت في إنشاء مقر الحملة الانتخابية والمكاتب الميدانية للسياسيين وكانت واحدة من أولى شركات الاستشارات السياسية. في انتخابات خريف عام 1968 عملت كوبيكني في حملة إعادة انتخاب السيناتور جوزيف س. كلارك الابن (ديمقراطي من ولاية بنسلفانيا) الذي خسر في النهاية.
تم تكليفها أيضا بتوظيف متطوعين في كولورادو لترشح الحاكم السابق ستيفن ماكنيكولز لمجلس الشيوخ ضد السيناتور الحالي بيتر إتش دومينيك (جمهوري). خسر ماكنيكولز مسيرته وعادت كوبيكني إلى واشنطن العاصمة. بحلول منتصف عام 1969 كانت قد أكملت العمل في حملة رئاسة البلدية الناجحة في نهاية المطاف لتوماس جيه ويلان في جيرسي سيتي بولاية نيو جيرسي. كانت في طريقها إلى مسيرة مهنية ناجحة وصفها أحد المهنيين السياسيين الذين عملوا معها في جيرسي سيتي بأنها "محترفة مجتهدة وماهرة بشكل استثنائي وتعرف حرفتها".
عاشت كوبيكني مع ثلاث نساء أخريات في حي جورج تاون بواشنطن. كانت من محبي بوسطن ريد سوكس ولاعبه الأمريكي البولندي كارل ياسترزمسكي. كانت متدينة كاثوليكية ذات سلوك رزين وجاد و"مدرسة الدير" ونادرا ما تشرب كثيرا.

## الوفاة
في 18 يوليو 1969 حضرت كوبيكني حفلة في جزيرة تشاباكويديك قبالة الساحل الشرقي لمارثا فينيارد بولاية ماساتشوستس. كان الاحتفال تكريما للعمل المتفاني الذي قامت به فتيات غرفة المرجل وكان رابع لقاء من نوعه للعاملات في حملة روبرت كينيدي. وكان شقيق روبرت الباقي على قيد الحياة السيناتور تيد كينيدي هناك. وبحسب ما ورد غادرت كوبيكني الحفلة مع كينيدي الساعة 11:15 مساء. وفقا لروايته فقد عرض عليها أن يقودها للحاق بالعبارة الأخيرة للعودة إلى إدجارتاون حيث كانت تقيم. لم تخبر أصدقاءها المقربين في الحفلة برحيلها وتركت حقيبتها ومفاتيحها خلفها. قاد كينيدي سيارة أولدموبيل ديلمونت 88 موديل 1967 من على جسر ضيق غير مضاء والذي كان يفتقر إلى حواجز الحماية ولم يكن على الطريق إلى إدغارتاون. سقطت السيارة على سقفها في بركة بوشا. أخرج كينيدي نفسه من السيارة ونجا لكنه أهمل إبلاغ السلطات بالحادث حتى اليوم التالي.
وقع مساعد الفاحص الطبي دونالد ميلز على شهادة الوفاة موضحا أن سبب الوفاة هو الغرق العرضي. أقيمت جنازة خاصة لكوبيكني في كنيسة سانت فنسنت الكاثوليكية في بليموث بولاية بنسلفانيا في 22 يوليو 1969. حضر الجنازة كينيدي وزوجته جوان وأخت زوجته إثيل ومئات من الناس. تم دفن كوبيكني في مقبرة سانت فنسنت في لاركسفيل بولاية بنسلفانيا في مقبرة الرعية على جانب جبل لاركسفيل. وكانت من الجيل الخامس من عائلتها المدفونة في تلك المقبرة.
الوقت الدقيق وسبب وفاة كوبيكني غير معروفين بشكل مؤكد وذلك بسبب تضارب شهادة الشهود في تحقيق يناير 1970 وعدم وجود تشريح للجثة.
- ادعى كينيدي أن الحادث وقع بعد وقت قصير من مغادرته الحفلة في الساعة 11:15 مساء في 18 يوليو. لكن نائب الشريف كريستوفر "هاك" لوك بدوام جزئي شهد أنه رأى سيارة كينيدي وفيها كوبيكني وكينيدي حوالي الساعة 12:40 صباحا يوم 19 يوليو.
- شهد جون فارار قائد فريق الإنقاذ من الحرائق الذي انتشل الجثة في 19 يوليو بأنه يعتقد أن كوبيكني بقيت على قيد الحياة لمدة تصل إلى نصف ساعة في جيب هوائي ثم اختنقت في النهاية في السيارة المغمورة. رفضت محكمة بنسلفانيا التماسا لاستخراج الجثة لتشريحها.

فشل كينيدي في إبلاغ السلطات بالحادثة حتى تم اكتشاف السيارة وجثة كوبيكني في صباح اليوم التالي. قال والدا كوبيكني إنهما علما بوفاة ابنتهما من كينيدي قبل أن يبلغ السلطات بتورطه. علموا أن كينيدي كان السائق من خلال البيانات الصحفية السلكية في وقت لاحق.

## ما بعد الكارثة
بعد أسبوع من الحادث اعترف كينيدي بالذنب لمغادرة مكان الحادث بعد التسبب في الحادث. وحُكم عليه بالسجن لمدة شهرين مع وقف التنفيذ. في بث تلفزيوني وطني في تلك الليلة قال كينيدي إنه لم يكن يقود سيارته "تحت تأثير الكحول" ولم تكن لديه "علاقة خاصة" مع كوبيكني على الإطلاق. ضغط المسؤولون في ولاية ماساتشوستس لأسابيع لاستخراج جثة كوبيكني من أجل تشريحها ولكن في ديسمبر 1969 أيد قاض في ولاية بنسلفانيا طلب والديها بعدم إزعاج موقع دفنها.
أصبحت حادثة تشاباكويديك ووفاة كوبيكني موضوعا لما لا يقل عن 15 كتابا واقعيا بالإضافة إلى رواية قصيرة كتبها جويس كارول أوتس. وحتى كتاب السيرة الذاتية السائدين الذين كانوا متعاطفين على خلاف ذلك اعتقدوا أن هناك أسئلة جدية معلقة حول الجدول الزمني لأحداث كينيدي في تلك الليلة وتحديدا أفعاله بعد الحادث. وقد تم التدقيق في جودة التحقيق لا سيما ما إذا كان هناك احترام رسمي لسياسي قوي ومؤثر وعائلته. أضرت الأحداث التي أحاطت بوفاة كوبيكني بسمعة كينيدي واعتبرت سببا رئيسيا لعدم تمكنه أبدا من شن حملة ناجحة لمنصب رئيس الولايات المتحدة واختياره بشكل أساسي عدم متابعة المنصب. سيتغلب كينيدي في النهاية على هذا وبعض الفضائح الشخصية الأقل ليحظى بمهنة طويلة جدا كعضو في مجلس الشيوخ ويحقق قائمة طويلة من الإنجازات التشريعية الكبرى.
أعرب كينيدي عن ندمه على دوره في وفاة كوبيكني في مذكراته المنشورة بعد وفاته "البوصلة الحقيقية" (2009). لكن التفاوت في النتائج ظل قائما وكتب بيتر كانيلوس كاتب سيرة كينيدي عن العواقب: "كل يوم عاشه كان يوما لم تفعله كوبيكني - وهي امرأة موهوبة لها مصالح سياسية خاصة بها. لقد بدا من الظلم الكوني أن يكون لديه فصل ثان عندما لا تستطيع ذلك حتى أكملها أولا".
تلقى والدا كوبيكني تسوية بقيمة 141 ألف دولار من شركة التأمين الخاصة بكينيدي. انتقلوا بعد ذلك إلى سويفتووتر بولاية بنسلفانيا. في الذكرى الخامسة والعشرين لوفاتها في عام 1994 قالوا إن كينيدي لم يعتذر لهم أبدا بشكل مباشر عن دوره فيها لكن أفرادا آخرين من عائلة كينيدي كتبوا لهم رسائل. مع رحيل طفلهما الوحيد لم يشعرا أبدا أن العدالة قد تحققت بالفعل في هذه القضية.
توفي والد كوبيكني في دار رعاية المسنين في إيست سترودسبيرغ بولاية بنسلفانيا في عام 2003. توفيت والدتها في دار رعاية في بلدة بلينز بولاية بنسلفانيا في عام 2007.

## الإرث
في عام 2015 نشر اثنان من أبناء عمومة كوبيكني في ولاية بنسلفانيا كتاب " ماري جو" والذي سعى إلى التأكيد على تأثير حياتها بدلا من مناقشة كينيدي أو تشاباكويديك. ويتضمن أيضا بعضا من مئات رسائل التعزية التي تلقاها والدا كوبيكني. نظرا لأن كوبيكني كانت مؤمنة قوية بالتعليم وكانت كاثوليكية بشدة فقد أنشأ أفراد الأسرة صندوقا للمنح الدراسية باسم كوبيكني في جامعة ميسيريكورديا القريبة.
في عام 2017 قامت الممثلة كيت مارا بدور كوبيكني في فيلم تشاباكويديك للمخرج جون كوران. أعطت مارا تفسيرا متعاطفا لكوبيكني على الرغم من أن معظم الفيلم تدور أحداثه بعد وفاتها.
سيرة ذاتية كاملة "قبل تشاباكويديك: القصة غير المروية لماري جو كوبيكني" (2020) كتبها ويليام سي كاشاتوس ونشرتها شركة بوتوماك بوكس. قال كاشاتوس إنه أمضى أكثر من عقد من الزمان في البحث عن العمل المستوحى من كوبيكني كنموذج لثقافة منطقة وادي وايومنغ "حيث يتمتع الناس بأخلاقيات عمل قوية وكانوا كاثوليكيين بقوة في تلك الفترة من الزمن وقاموا بتربية أطفالهم على احترام أنفسهم واحترام الآخرين والعمل الجاد. وقد مثلت ذلك حقا بالنسبة لي".